# Кокпіяз
Кокпія́з (каз. Көкпияз) — село у складі Кегенського району Алматинської області Казахстану. Входить до складу Ширганацького сільського округу.
Населення — 379 осіб (2021; 504 у 2009, 499 у 1999, 718 у 1989).